# Coppa Bernocchi 1973
La Coppa Bernocchi 1973, cinquantacinquesima edizione della corsa, si svolse il 25 agosto 1973 su un percorso di 238 km. Era valida come evento del circuito UCI categoria CB1.1. La vittoria fu appannaggio dell'italiano Felice Gimondi, che terminò la gara in 5h35'00", alla media di 43,223 km/h, precedendo il belga Roger De Vlaeminck e il connazionale Enrico Paolini. L'arrivo e la partenza della gara furono a Legnano.

## Ordine d'arrivo (Top 10)
| Pos. | Corridore          | Squadra        | Tempo    |
| ---- | ------------------ | -------------- | -------- |
| 1    | Felice Gimondi     | Bianchi        | 5h35'00" |
| 2    | Roger De Vlaeminck | Brooklyn       | a 6"     |
| 3    | Enrico Paolini     | Scic           | a 13"    |
| 4    | Roberto Poggiali   | Sammontana     | a 13"    |
| 5    | Enrico Maggioni    | Dreherforte    | a 13"    |
| 6    | Alessio Antonini   | Jollj Ceramica | a 13"    |
| 7    | Wladimiro Panizza  | GBC            | a 13"    |
| 8    | Giovanni Varini    | Zonca          | a 1'25"  |
| 9    | Ugo Colombo        | Filotex        | a 1'25"  |
| 10   | Pietro Guerra      | Bianchi        | a 1'55"  |